# Лілі Рейб
Лілі Рейб (англ. Lily Rabe, нар. 29 червня 1982, Нью-Йорк, США) — американська акторка театру, кіно і телебачення. Номінантка премії «Тоні» за «Найкращу жіночу роль у п'єсі» «Венеціанський купець» у 2011 році.
Дочка акторки Джилл Клейберг, Рейб почала акторську кар'єру в театрі і домоглася успіху після бродвейського дебюту в постановці 2005 року «Сталеві магнолії», після чого домоглася похвали від критики за виступи в п'єсах «Венеціанський купець», «Ляльковий дім» та «Фрекен Юлія». У 2011 році почала зніматися в серіалі-антології FX «Американська історія жахів», відтоді зігравши різні ролі у восьми сезонах.

## Біографія
Лілі Рейб народилася 29 червня 1982 року в Нью-Йорку, у Верхньому Вест-Сайді, вона дочка драматурга Девіда Рейба та акторки Джилл Клейберг (1944—2010). Її молодші брати — Майкл (актор і драматург) і Джейсон (музикант). Її батько — католик, дід по материнській лінії був євреєм, бабуся по материнській лінії — протестанткою. Спочатку Рейб жила в Бедфорді, а потім переїхала в Лейквілл, штат Коннектикут, там навчалася в школі Готчкісс.
Рейб займалася танцями протягом десяти років. Коли викладала балет у літній програмі в Коннектикуті, її попросили прочитати монолог з вистави «Злочини серця». За словами акторки, «це був той самий момент, який змусив мене замислитися: можливо, це те, що я хочу робити». Потім Рейб вирушила на навчання в Північно-західний університет, який закінчила у 2004 році.

## Кар'єра
У 2005 році Лілі Рейб дебютувала на Бродвеї в п'єсі «Сталеві магнолії» роллю Аннетт. За цей виступ була номінована на премію «Драма Деск» за найкращу жіночу роль другого плану у п'єсі. Після виступала в п'єсах «Холодніше, ніж тут» і «Американський план» і «Розбитий будинок». У 2010 році отримала похвалу від критики й номінації на премії «Тоні» і «Драма Деск» за роль у п'єсі «Венеціанський купець» з Аль Пачіно.
Рейб з'явилася в кількох фільмах і телешоу. На великому екрані вона з'явилася у фільмах «Посмішка Мони Лізи», «Смак життя», «Одного разу в Голлівуді» і «Все найкраще». Вона була гостею в кількох телесеріалах, таких як «Закон і порядок: Спеціальний корпус», «Частини тіла», «Гарна дружина», а також «Медіум», де втілила серійну вбивцю, яка прикидається жертвою. У 2011 році Раян Мерфі запросив Рейб на роль Нори Монтгомері в перший сезон свого серіалу-антології «Американська історія жахів». Завдяки хорошим відгукам від критики акторка була запрошена зіграти одну з головних ролей у другому сезоні серіалу, разом з чотирма іншими акторами першого сезону, які також зіграли нові ролі. Рейб втілила сестру Мері Юніс і диявола одночасно. Також вона знялася в третьому сезоні серіалу в ролі загадкової Місті Дей, здатної воскрешати мертвих.
Влітку 2012 року було оголошено, що Рейб зіграє Мері Пікфорд, першу зірку Голлівуду і німого кіно, в біографічному фільмі «Перша». Сценарій фільму заснований на книзі Айлін Вітфілд «Пікфорд: Жінка, яка створила Голлівуд». У 2013 році Рейб була затверджена на одну з ролей у фільмах «Голодні ігри: Сойка-переспівниця. Частина 1 і Частина 2», проте залишила зйомки другого фільму через зайнятість у бродвейській п'єсі. Також вона знялася в байопіку «Жертвуючи пішаком» про життя Боббі Фішера, де зіграла його сестру, а також виконала головну роль у трилері «Вуаль». Також у 2014 Рейб була запрошена на головну роль у серіал ABC «Шепіт», який завершився після першого сезону.

## Особисте життя
У грудні 2016 року повідомлялося про вагітність Рейб від актора Геміша Лінклейтера. У березні 2017 року народила першу доньку, в червні 2020 року — другу, в червні 2022 року — третю дитину.

## Фільмографія

### Кіно
| Рік  | Назва українською              | Назва англійською            | Роль            |
| ---- | ------------------------------ | ---------------------------- | --------------- |
| 2001 | Ніколи знову                   | Never Again                  | Тесс            |
| 2003 | Посмішка Мони Лізи             | Mona Lisa Smile              | Студентка       |
| 2006 | Злочин                         | A Crime                      | Софі            |
| 2007 | Смак життя                     | No Reservations              | Бернадети       |
| 2008 | Одного разу в Голлівуді        | What Just Happened           | дівчина         |
| 2008 | Тактика                        | The Toe Tactic               | Мона Пік        |
| 2010 | Слабкість                      | Weakness                     | Кетрін Браун    |
| 2010 | Все найкраще                   | All Good Things              | Дебра Лерман    |
| 2011 | Листи Великої Людини           | Letters from the Big Man     | Сара            |
| 2012 | Погашення стежки               | Redemption Trail             | Анна            |
| 2013 | Наслідки                       | Aftermath                    | Саманта         |
| 2014 | Ігри чемпіонів                 | Pawn Sacrifice               | Джоан Фішер     |
| 2016 | Вуаль                          | The Veil                     | Сара Гоуп       |
| 2016 | Міс Стівенс                    | Miss Stevens                 | Рейчел Стівенс  |
| 2017 | Золоті виходи                  | Golden Exits                 | Сем             |
| 2018 | Влада                          | Vice                         | Ліз Чейні       |
| 2019 |                                | Sgt. Will Gardner            | Мері-Енн Маккі  |
| 2019 |                                | Finding Steve McQueen        | Шерон Прайс     |
| 2019 | Перелом                        | Fractured                    | Джоанна Монро   |
| 2021 | Ніжний бар                     | The Tender Bar               | Дороті Морінгер |
| 2025 | Велика смілива красива подорож | A Big Bold Beautiful Journey |                 |

### Телебачення
| Рік       | Назва українською                          | Назва англійською                     | Роль                            | Примітки                                |
| --------- | ------------------------------------------ | ------------------------------------- | ------------------------------- | --------------------------------------- |
| 2005      | Закон і порядок: Злочинні наміри           | Law & Order: Criminal Intent          | Сієна Ботмен                    | Епізод: Scared Crazy                    |
| 2006      | Закон і порядок: Спеціальний корпус        | Law & Order: Special Victims Unit     | Ніккі                           | Епізод: Recall                          |
| 2008      | Частини тіла                               | Nip/Tuck                              | Ленні Ейнга                     | Епізод: Kyle Ainge                      |
| 2008      | Медіум                                     | Medium                                | Джоанна Вілер                   | Епізоди: Wicked Game: Part One/Part Two |
| 2009      | Останній з Дев'ятої                        | Last of the Ninth                     | Мері Бірн                       | Пілот                                   |
| 2010      | Врятувати Грейс                            | Saving Grace                          | Сара Каллен                     | Епізод: You Can't Save Them All, Grace  |
| 2010      | Закон і порядок                            | Law & Order                           | Андреа Вітон                    | Епізод: Crashers                        |
| 2011      | Гарна дружина                              | The Good Wife                         | Петра Моріц                     | Епізод: Wrongful Termination            |
| 2011      | Стратегія Виходу                           | Exit Strategy                         | Наталі Клейтон                  | Пілот                                   |
| 2011      | Американська історія жаху: Будинок-убивця  | American Horror Story: Murder House   | Нора Монтгомері                 | 7 епізодів                              |
| 2012-2013 | Американська історія жаху: Притулок        | American Horror Story: Asylum         | Сестра Мері Юніс Маккі / Диявол | 10 епізодів                             |
| 2013-2014 | Американська історія жаху: Шабаш           | American Horror Story: Coven          | Місті Дей                       | 10 епізодів                             |
| 2014      | Американська історія жаху: Шоу виродків    | American Horror Story: Freak Show     | Сестра Мері Юніс Маккі          | 1 епізод                                |
| 2014      | Шепіт                                      | The Whispers                          | Клер Бенніган                   | 13 епізодів                             |
| 2015      | Американська історія жаху: Готель          | American Horror Story: Hotel          | Ейлін Уорнос                    | 2 епізоди                               |
| 2016      | Американська історія жаху: Роенок          | American Horror Story: Roanoke        | Шелбі Міллер                    | 10 епізодів                             |
| 2017      | Звичайне шоу                               | Regular Show                          | прибулець (голос)               | Епізод: Meet the Seer                   |
| 2017      | Маестро брехні                             | The Wizard of Lies                    | Кетрін Гупер                    | телевізійний фільм                      |
| 2017-2018 | Вольтрон: Легендарний захисник             | Voltron: Legendary Defender           | Хонерва (голос)                 | 10 епізодів                             |
| 2018      | Легіон                                     | Legion                                | Джоан Баррет                    | Епізод: Chapter 12                      |
| 2018      | Американська історія жаху: Апокаліпсис     | American Horror Story: Apocalypse     | Місті Дей                       | 2 епізоди                               |
| 2019      | Американська історія жаху: 1984            | American Horror Story: 1984           | Лавінія Ріхтер                  | 3 епізоди                               |
| 2020      | Знищення                                   | The Undoing                           | Сільвія Стейнец                 | 6 епізодів                              |
| 2021      | Розкажи мені свої секрети                  | Tell Me Your Secrets                  | Емма                            | 10 епізодів                             |
| 2021      |                                            | The Underground Railroad              | Етель Уеллс                     | 4 епізоди                               |
| 2021      | Американська історія жаху: Подвійний сеанс | American Horror Story: Double Feature | Доріс Ґарднер / Амелія Ергарт   | 6 епізодів                              |
| 2022      | Перша леді                                 | The First Lady                        | Лорена Хічкок                   | 7 епізодів                              |
| 2023      | Правдива терапія                           | Shrinking                             | Мег                             | 5 епізодів                              |
| 2023      | Любов і смерть                             | Love and Death                        | Бетті Гор                       | 7 епізодів                              |

## Роботи в театрі
| Рік       | Назва                 | Роль                |
| --------- | --------------------- | ------------------- |
| 2005      | Холодніше, ніж тут    | Дженна Бредлі       |
| 2005      | Сталеві магнолії      | Ганна Дюпюї-Де-Сото |
| 2006      | Горе дому             | Еллі Данн           |
| 2008      | Злочини серця         |                     |
| 2009      | Американський план    | Лілі Адлер          |
| 2010-2011 | Венеціанський купець  | Порша               |
| 2011-2012 | Семінар               | Кейт                |
| 2011      | Ляльковий будинок     | Нора Хельмер        |
| 2012      | Як вам це подобається | Розалінда           |
| 2013      | Міс Джулі             | міс Джулі           |
| 2014      | Багато шуму з нічого  | Беатріс             |
| 2015      | Цимбелін              | Імоджен             |

## Нагороди та номінації
Список наведено згідно з даними сайту IMDb.
| Нагорода                    | Рік  | Категорія                                                        | Робота                              | Результат |
| --------------------------- | ---- | ---------------------------------------------------------------- | ----------------------------------- | --------- |
| Тоні                        | 2011 | Найкраща жіноча роль у п'єсі                                     | Венеціанський купець                | Номінація |
| Драма Деск                  | 2005 | Найкраща жіноча роль другого плану у п'єсі                       | Сталеві магнолії                    | Номінація |
| Драма Деск                  | 2011 | Найкраща жіноча роль у п'єсі                                     | Венеціанський купець                | Номінація |
| Вибір телевізійних критиків | 2013 | Найкраща жіноча роль другого плану в міні-серіалі або телефільмі | Американська історія жаху: Притулок | Номінація |
| SXSW Film Awards            | 2016 | Найкраща жіноча роль                                             | Міс Стівенс                         | Перемога  |